# Lukáš Valeš
Lukáš Valeš (* 22. července 1976 Klatovy) je český politolog a historik,  vysokoškolský pedagog a autor publikací zejména z oboru politologie.

## Vzdělání a pedagogická činnost
Na Filozofické fakultě Univerzity Karlovy absolvoval obory historie a politologie. Studijní pobyty podnikl na Univerzitě Santiago de Compostela a v Hamburku. V roce 2000 obdržel Bolzanovu cenu Univerzity Karlovy určenou studentům. Titul Ph.D. získal v roce 2003 na FF UK po obhajobě disertační práce na téma Proces politické změny 1989–1990 v Klatovech. V minulosti pracoval na ministerstvech, kde se podílel na odborných projektech. Pedagogickou dráhu začal na Katedře politologie a mezinárodních vztahů Fakulty filozoficke Západočeské univerzity vedené Ladislavem Cabadou. V roce 2011 byl tři měsíce ředitelem mikulovského gymnázia. Působí na Katedře veřejné správy Fakulty právnické ZČU, kde se zaměřuje na českou politiku a veřejnou správu. Přednáší také na Vysoké škole NEWTON.
Specializuje se na oblast moderních dějin a české komunální politiky. Je spolupracovníkem Ústavu pro soudobé dějiny Akademie věd České republiky. Opakovaně se vyjadřuje v různých médiích v souvislosti s aktuálním politickým děním, častým hostem je například na stanici CNN Prima News.